# Lomustine
La lomustine est un nitrosourée alkylant utilisé en chimiothérapie. Elle est chimiquement très proche de la sémustine et appartient à la même famille que la streptozotocine. C'est une molécule très liposoluble, qui traverse donc bien la barrière hémato-encéphalique. Cette propriété la place au premier plan pour le traitement des tumeurs cérébrales, des gliomes, et des glioblastomes multiformes, ses principales indications, bien qu'elle soit également utilisée dans le traitement du lymphome de Hodgkin en deuxième intention.
Contrairement à la carmustine, la lomustine est administrée par voie orale. C'est un agent alkylant bifonctionnel, alkylant à la fois l'ADN & l'ARN, et a la capacité de créer des liaisons croisées interbrins dans l'ADN.
Comme d'autres nitrosourées, elle peut également inhiber plusieurs processus enzymatiques clefs par carbamoylation des acides aminés. La lomustine est non spécifique du cycle cellulaire.
Elle est hydroxylée dans le foie en trans-4-hydroxy-lomustine & cis-4-hydroxy-lomustine.
Elle a également été utilisée dans la médecine vétérinaire dans le traitement des mastocytomes chez le chien.